# فرهاد أياز
فرهاد أياز (10 أكتوبر 1994 بنصيبين في تركيا - ) هو لاعب كرة قدم سويدي وتركي في مركز الهجوم. شارك مع منتخب السويد تحت 19 سنة لكرة القدم ومنتخب السويد تحت 21 سنة لكرة القدم. أما مع النوادي، فقد لعب مع غازي عنتاب سبور ونادي ديجرفورس.

## وصلات خارجية
- فرهاد أياز على موقع الاتحاد الأوربي (الإنجليزية)
- فرهاد أياز على موقع اتحاد السويد (السويدية)
- فرهاد أياز على موقع اتحاد تركيا (لاعب) (الإنجليزية)
- فرهاد أياز على موقع قاعدة بيانات كرة القدم.إي يو (الإنجليزية)
- فرهاد أياز على موقع Soccerbase.com (لاعب) (الإنجليزية)
- فرهاد أياز على موقع Soccerway.com (الإنجليزية)
- فرهاد أياز على موقع عالم كرة القدم.نت (الإنجليزية)